# دهستان توتشو
دهستان توتشو (به لاتین: Toetsho Gewog) یک دهستان در کشور بوتان است که در ناحیهٔ تراشیانگتس واقع شده‌است.